# 공공기관 부채
공공기관 부채의 통계는 국가마다 기준이 다르고 통계가 제대로 공표되지 않아 국제 비교가 어렵다.
대한민국 정부가 지정한 공공기관은 2012년 6월 말  총 288개인데, 이 중 준정부기관이 83개 이고, 28개가 공기업으로 지정되었다.

2015년 공공기관확정안에 따르면 2015년1월 초 총 316개기관 중 준정부기관이 86개 이고 30개 공기업 기타공공기관이 200개 지정되었다.
공공기관 부채는 공식적인 국가 부채 통계에 잡히지 않으나 공공기관이 부실화되면 최종적으로 세금으로 메워야 하기 때문에 국가 부채가 될 가능성이 있다.
2011년 기준 한국의 국가부채는 GDP 대비 채무 35%로 美·日 보다 탄탄해 보이나 공공기관 빚 포함하면 70%로 우려해야 할 상황이다.

## 같이 보기
- 대한민국의 부채
- 국가 부채
- 가계 부채